# Căpușu Mare
Căpușu Mare (węg. Magyarkapus) – wieś w Rumunii, w okręgu Kluż, w gminie Căpușu Mare. W 2011 roku liczyła 757 mieszkańców.